# Astaxanthine
Astaxanthine is een carotenoïde, meer bepaald een xanthofyl. Het is een kleurstof die toegelaten is onder E-nummer E161j. Astaxanthine komt voor in microalgen, gist, zalm, forel, krill, garnaal, kreeft, krab en in de veren van sommige vogels zoals flamingo's. De flamingo dankt haar kleur aan astaxanthine, dat het dier binnenkrijgt via de consumptie van kreeftachtigen en blauwalgen. Voordat dit bekend was, werden flamingo's die in gevangenschap leefden langzamerhand wit van kleur. Bij gebrek aan astaxanthine verbleken de veren.

## Voorkomen en metabolisme
Astaxanthine wordt, in tegenstelling tot sommige andere carotenoïden, in het menselijk lichaam niet omgezet in vitamine A. Te veel vitamine A is giftig voor de mens, maar astaxanthine niet. Het is een sterk antioxidant, tien keer sterker dan andere carotenoïden. Men vermoedt dat het daarom in planten en dieren voorkomt, als bescherming tegen ultraviolet (zon)licht.
Astaxanthine komt in de natuur voor, maar wordt vooral kunstmatig aangemaakt uit aardolie. Het vindt toepassing als voedingssupplement voor mensen en dieren, vooral om voeding te kleuren, bijvoorbeeld om gekweekte vis een roze kleur te geven, onder andere de regenboogforel en de zalm. Hoewel astaxanthine maar een kleine fractie van het voedsel uitmaakt maakt het een vijfde van de kosten uit om zalm te kweken.

## Eigenschappen
Astaxanthine is oplosbaar in apolaire oplosmiddelen, zoals vet, olie en bepaalde organische oplosmiddelen. Astaxanthine dringt door de bloed-oogbarrière en de bloed-hersenbarrière heen tot in de ogen en de hersenen en biedt daardoor perspectief voor geneesmiddelen.
Astaxanthine bezit drie stereoisomeren: (3-R,3'-R), (3-R,3'-S) en (3-S,3'-S). Kunstmatig astaxantine is een mengsel van de drie, in ongeveer een 1:2:1 verhoudingen. De verhouding natuurlijk astaxanthine in een organisme hangt af van het organisme zelf en zijn voedsel.
Astaxanthine wordt als voedingssupplement verkocht. Verschillende studies schrijven aan astaxanthine gezondheidsbevorderende effecten toe tegen kanker, alzheimer, maagzweren, infecties en cardiovasculaire aandoeningen.